# T.Palm-Pôle Continental Wallon/Saison 2016
Dieser Artikel listet Erfolge und Fahrer des Radsportteams T.Palm-Pôle Continental Wallon in der Saison 2016 auf.

## Abgänge – Zugänge
| Zugänge                 | Team 2015                         | Abgänge                     | Team 2016              |
| ----------------------- | --------------------------------- | --------------------------- | ---------------------- |
| Dylan Bodchon           | Ottignies-Perwez                  | Thomas Armstrong            | UC Monaco              |
| Auxence Buntinx         | Ottignies-Perwez                  | Louis Convens               | Karriereende           |
| Olivier Cornet          | UC Seraing Crabbé Performance     | Jesse Geerts (bis 30. Juni) | Karriereende           |
| Tom Galle (ab 15. Juli) | Color Code-Arden’Beef             | Jeff Peelaers               | KWC Heist Zuiderkempen |
| Jesse Geerts            | CCT p/b Champion System           | Ian Vansumere               | Karriereende           |
| Bavo Haemels            | Rupelspurters Boom                | Andrew Ydens                | Karriereende           |
| Wouter Leten            | Metec-TKH Continental Cyclingteam |                             |                        |
| Thomas Petit            | Ottignies-Perwez                  |                             |                        |
| Laurens Vandermeer      | Davo Tongeren                     |                             |                        |

## Mannschaft
| Teamkader 2016                                  | Teamkader 2016     | Teamkader 2016 | Teamkader 2016                       |
| Name                                            | Geburtsdatum       | Land           | Vorheriges Team                      |
| ----------------------------------------------- | ------------------ | -------------- | ------------------------------------ |
| Dylan Bodchon                                   | 29. August 1995    | Belgien        | Ottignies-Perwez (2015)              |
| Auxence Buntinx                                 | 13. Dezember 1996  | Belgien        | Ottignies-Perwez (2015)              |
| Sébastien Carabin                               | 28. März 1989      | Belgien        |                                      |
| Claudio Catania                                 | 4. Mai 1992        | Italien        |                                      |
| Olivier Cornet                                  | 21. September 1997 | Belgien        | UC Seraing Crabbé Performance (2015) |
| Guillaume Delvaux                               | 20. Juni 1996      | Belgien        | VC Ardennes (2014)                   |
| Antoine Didier                                  | 31. März 1992      | Belgien        |                                      |
| Tom Galle (15. Jul.–31. Dez.)                   | 13. September 1995 | Belgien        |                                      |
| Jesse Geerts (1. Jan.–30. Jun.)                 | 28. April 1995     | Belgien        | CCT-Champion System (2015)           |
| Guillaume Haag                                  | 9. November 1989   | Belgien        |                                      |
| Bavo Haemels                                    | 5. November 1994   | Belgien        | Rupelspurters Boom (2015)            |
| Bastien Kroonen                                 | 5. Dezember 1996   | Belgien        | VC Ardennes (2014)                   |
| Wouter Leten                                    | 11. Januar 1994    | Belgien        | Metec-TKH-Mantel (2015)              |
| Nicolas Mertz                                   | 30. Juli 1993      | Belgien        | Verandas Willems (2014)              |
| Thomas Petit                                    | 17. November 1996  | Belgien        | Ottignies-Perwez (2015)              |
| Alexandre Seny                                  | 22. Juni 1994      | Belgien        |                                      |
| Laurens Vandermeer                              | 12. März 1997      | Belgien        | Davo Tongeren (2015)                 |
| Maxime Vekeman                                  | 14. September 1993 | Belgien        |                                      |
| Alexandre Toubeau (1. Aug.–31. Dez., Stagiaire) | 30. Dezember 1995  | Belgien        |                                      |
| Victor Van Bost (23. Aug.–31. Dez., Stagiaire)  | 23. Januar 1996    | Belgien        |                                      |
|                                                 |                    |                |                                      |
| Quellen: ProCyclingStats Cycling Archives       |                    |                |                                      |